# Рудольф II (граф Габсбург)
Рудольф II (нем. Rudolf II; ок. 1168 — 10 апреля 1232 года) — граф Габсбург, представитель дома Габсбургов, герцог Лауфенбург и Аргау, ландграф Верхнего Эльзаса; сын Альбрехта III, графа Габсбург; дед первого Габсбурга на престоле Священной Римской империи — короля Германии Рудольфа I.

## Биография
Рудольф II был единственным сыном Альбрехта III и Иты фон Пфуллендорф-Брегенц, поэтому после смерти отца в 1199 году он стал следующим графом Габсбургом. 

## Брак и дети
Жена: Агнес, графиня Штауфен (нем. Agnes von Staufen, 1165/1170—1232). 
- Вернер IV (умер бездетным).
- Альбрехт IV (1188—1239) — граф Габсбург с 1232 года.
- Рудольф III (1195—1249) — основатель Лауфенбургской линии дома Габсбургов[2].
- Гертруда; муж — граф Людвиг фон Хомбург-Тургау.
- Хайле; муж — граф Герман фон Хомбург.